# Neothraupis fasciata
El tangara bandeada (Neothraupis fasciata), también denominado tangara banda blanca (en Paraguay) o frutero de banda blanca, es una especie de ave paseriforme de la familia Thraupidae, la única perteneciente al género monotípico Neothraupis. Se distribuye en el centro-este de América del Sur.

## Distribución y hábitat
Su distribución se extiende por el centro y este del Brasil, en los estados de: Maranhão y Piauí hacia el sur hasta Mato Grosso do Sul, São Paulo y Minas Gerais, además del sudeste de Amapá. También habita en el departamento de Santa Cruz, en el este de Bolivia; y en Paraguay, en los departamentos de: Canindeyú y San Pedro, y registros históricos en Caaguazú. Posee también un registro del sur de Surinam.
Esta especie es considerada de poco común a localmente bastante común en su hábitat natural: la ecorregión terrestre conocida como «cerrado», principalmente entre los 500 y 1000 m de altitud.

## Descripción
Ambos sexos se parecen tanto en medidas como en el patrón de coloración. Tiene una longitud total de alrededor de 16 cm, con un peso de 29 a 32 g. Colorido general grisáceo, más claro en las partes inferiores; fina lista superciliar blanca, máscara negra muy llamativa, extendiéndose desde el lorum hasta los auriculares. Cobertoras de las alas negras con una faja blanca estrecha, bien visible. La hembra es un poco más desteñida y los juveniles son parduzcos con la máscara menos extensa y un tono amarillento por abajo.

## Estado de conservación
El tangara bandeada Ha sido calificado como casi amenazado por la Unión Internacional para la Conservación de la Naturaleza (IUCN) debido a que su población, generalmente escasa, es considerada decreciente debido a la pérdida de hábitat y la degradación causados por el desarrollo de la agricultura.

### Amenazas
La conversión para cultivos de soja, cosechas de exportación y plantaciones de Eucalyptus han impactado severamente los hábitats de cerrado en los tres países donde ocurre, con praderas en Paraguay amenazadas por la criación extensiva de ganado. Un estudio en Brasil (Duca et al. 2009) sugiere que el gerenciamento de quemadas es la opción de costo más efectivo para aumentar las poblaciones.

### Acciones de conservación
En Brasil, ocurre en varias áreas protegidas, como los parques nacionales de Serra da Canastra, Chapada dos Guimarães, Chapada dos Veadeiros, Emas y Brasilia entre otros.

## Comportamiento
Vive en pareja durante la época de cría o en pequeñas bandadas de hasta 12 ejemplares, con un promedio de siete individuos. Acompaña bandadas mixtas del cerrado y actúa como especie nuclear, uno de ellos se encarama en una rama alta, sirviendo como sentinela, mientras el resto del bando se alimenta en el suelo. Es visto con frecuencia junto a la bandoleta (Cypsnagra hirundinacea).

### Alimentación
Su dieta se compone mayormente de insectos y también consume frutos silvestres recogidos en la vegetación baja o en el suelo.

### Reproducción
Nidifica en la primavera austral: octubre y noviembre. El nido es construido generalmente sobre arbustos o árboles pequeños. Se trata de una estructura de fibras vegetales con forma de cuenco profundo. La puesta se compone de dos a tres huevos. La pareja nidificante suele ser apoyada en el cuidado de la prole por los juveniles de la nidada anterior.

### Vocalización
El llamado es un «pit» agudo, repetido; y el canto, poco oído, en general por la mañana, es una frase sonora, compleja y silbada, a veces emitida en dúo.

## Sistemática

### Descripción original
La especie N. fasciata fue descrita originalmente por el explorador, naturalista, médico y zoólogo alemán Martin Heinrich Carl Lichtenstein en el año 1823, bajo el nombre científico de Tanagra fasciata. Su localidad tipo es: «São Paulo, Brasil.». El género fue propuesto por el ornitólogo austríaco Carl Eduard Hellmayr en el año 1936.

### Etimología
El nombre genérico femenino «Neothraupis» se compone de las palabras griegas «neos: nuevo, y «thraupis»: pequeño pájaro desconocido, mencionado por Aristóteles, tal vez algún tipo de pinzón. En ornitología thraupis significa tangara; y el nombre de la especie «fasciata», proviene del latín «fasciatus»: bandeado.

### Taxonomía
Los amplios estudios filogenéticos recientes de Burns et al. (2014) demuestran que el presente género está hermanado con el par formado por Gubernatrix y Diuca, y este clado con Lophospingus, en una subfamilia Thraupinae. Es monotípica.